# Hans von Dellinghausen
Hans von Dellingshausen, född 24 mars 1641 i Göteborg, död 8 januari 1708 i Halmstad, var en svensk militär och ämbetsman.
Hans von Dellingshausen var son till köpmannen och rådmannen i Göteborg Wedekin Dellingshausen, härstammande från Reval. Efter studier i Sverige reste han 1658 till Frankrike, där han 1660 blev musketerare vid franska gardet. Han deltog med de franska hjälptrupperna Portugisiska restaurationskriget under fältmarskalk Fredrik von Schomberg och sårades redan i början av fälttåget under en rekognosering vid Cavecca de Vida och tillfångatogs och fördes till fästningen Arronches. Han frigavs dock inom kort och erhöll härvid sin officersfullmakt. Han blev fänrik vid överste Cleraus tyska regemente i fransk tjänst samma år och senare under året löjtnant vid samma regemente. Vid fredsslutet återvände han till Frankrike där han stannade till 1672. Under tiden befordrades han till kapten vid elsassiska regementet 1668 och kapten en pied där 1669. Han deltog även i Fransk-nederländska kriget och deltog här i övergången av Rhen, belägringarna av Wesel, Nijmegen, Bommel och Utrecht 1672, belägrinen av Maastricht 1673, belägringen av Limbourg 1675 samt belägringarna av Valeciennes och Cambrai 1677. I augusti 1677 begärde han avsked under sin franska tjänst för att återvända till Sverige, där han 24 december utnämndes till överstelöjtnant i C. G. Oxenstiernas värvade regemente i Livland och sattes in i de stridskrafter som under Otto Wilhelm Königsmarck opererade mot kurfursten av Brandenburg i Pommern. Han adlades 27 februari 1680. Senare samma år blev han överstelöjtnant vid J. H. Campenhausens värvade regemente i Livland och var 1682-1684 chef för den bataljon av regementet som var förlagt till Dorpat och tjänstgjorde då som kommendanten O. R. Taubes ställföreträdare i hans frånvaro. 1685 blev han överste för ett värvat dragonregemente i Riga och 1686 chef för Kalmar regemente och förflyttades till egentliga Sverige. 1689 blev han tillförordnad kommendant i Karlskrona och vice landshövding över Blekinge län, 1694 vice landshövding i Kalmar län under Carl Gyllenpistols sjukdom, 1698 generalmajor, kommendant över fästningarna i Halland och landshövding i Hallands län.